# Glimminge plantering
Glimminge plantering är en småort i Båstads kommun belägen vid kusten i Västra Karups socken. 
Orten har sitt ursprung från slutet av 1800-talet då bönderna planterade skog för att hindra sandflykten över sina åkrar. I början av 1930-talet kom den första bebyggelsen och då främst i form av barnkolonier. Efter andra världskriget började det byggas fler och fler fritidshus, varav ett antal bebos av året runt-boende.

## Befolkningsutveckling
| Befolkningsutvecklingen i Glimminge plantering 2000–2015                        | Befolkningsutvecklingen i Glimminge plantering 2000–2015 | Befolkningsutvecklingen i Glimminge plantering 2000–2015 | Befolkningsutvecklingen i Glimminge plantering 2000–2015 | Befolkningsutvecklingen i Glimminge plantering 2000–2015 |
| ------------------------------------------------------------------------------- | -------------------------------------------------------- | -------------------------------------------------------- | -------------------------------------------------------- | -------------------------------------------------------- |
|                                                                                 |                                                          |                                                          |                                                          |                                                          |
| År                                                                              |                                                          |                                                          | Folkmängd                                                | Areal (ha)                                               |
| 2000                                                                            | 2000                                                     |                                                          | 61                                                       | 45#                                                      |
| 2015                                                                            | 2015                                                     |                                                          | 82                                                       | 76#                                                      |
| Anm.: Ny småort 2000, upphörde som småort 2005, åter småort 2015. # Som småort. |                                                          |                                                          |                                                          |                                                          |

## Galleri

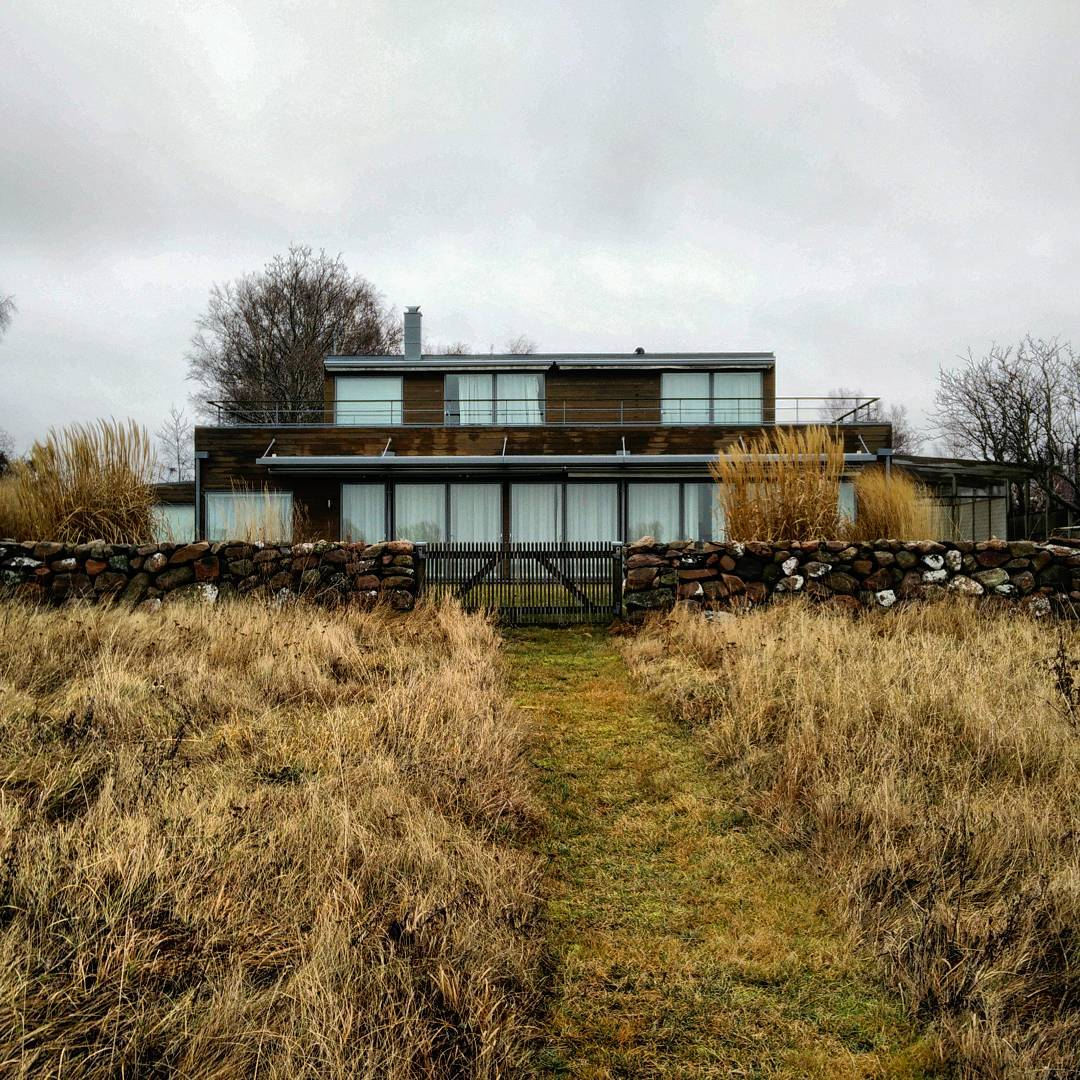
Modernt hus vid Glimminge plantering våren 2017.
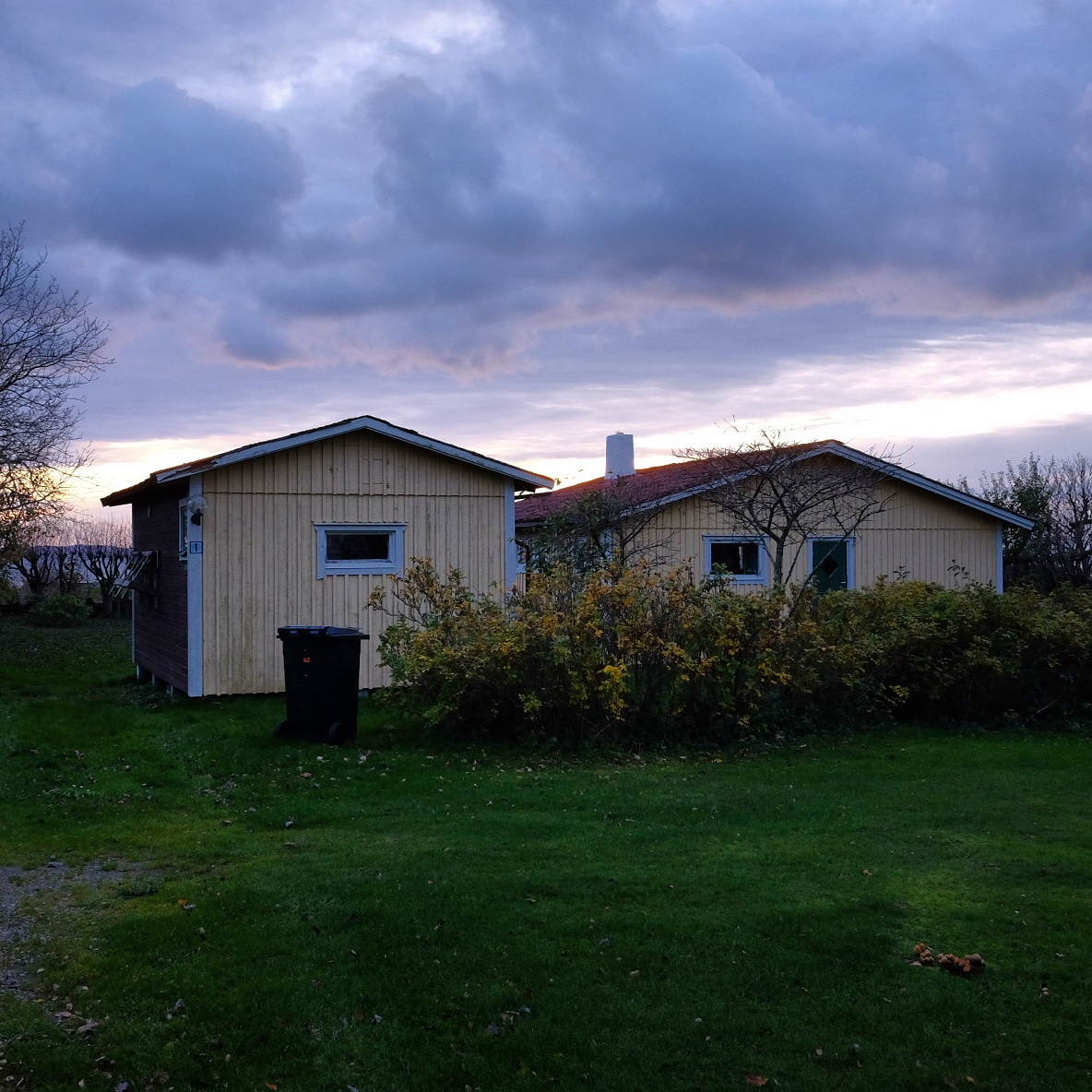
Något äldre stuga vid Glimminge plantering hösten 2017.
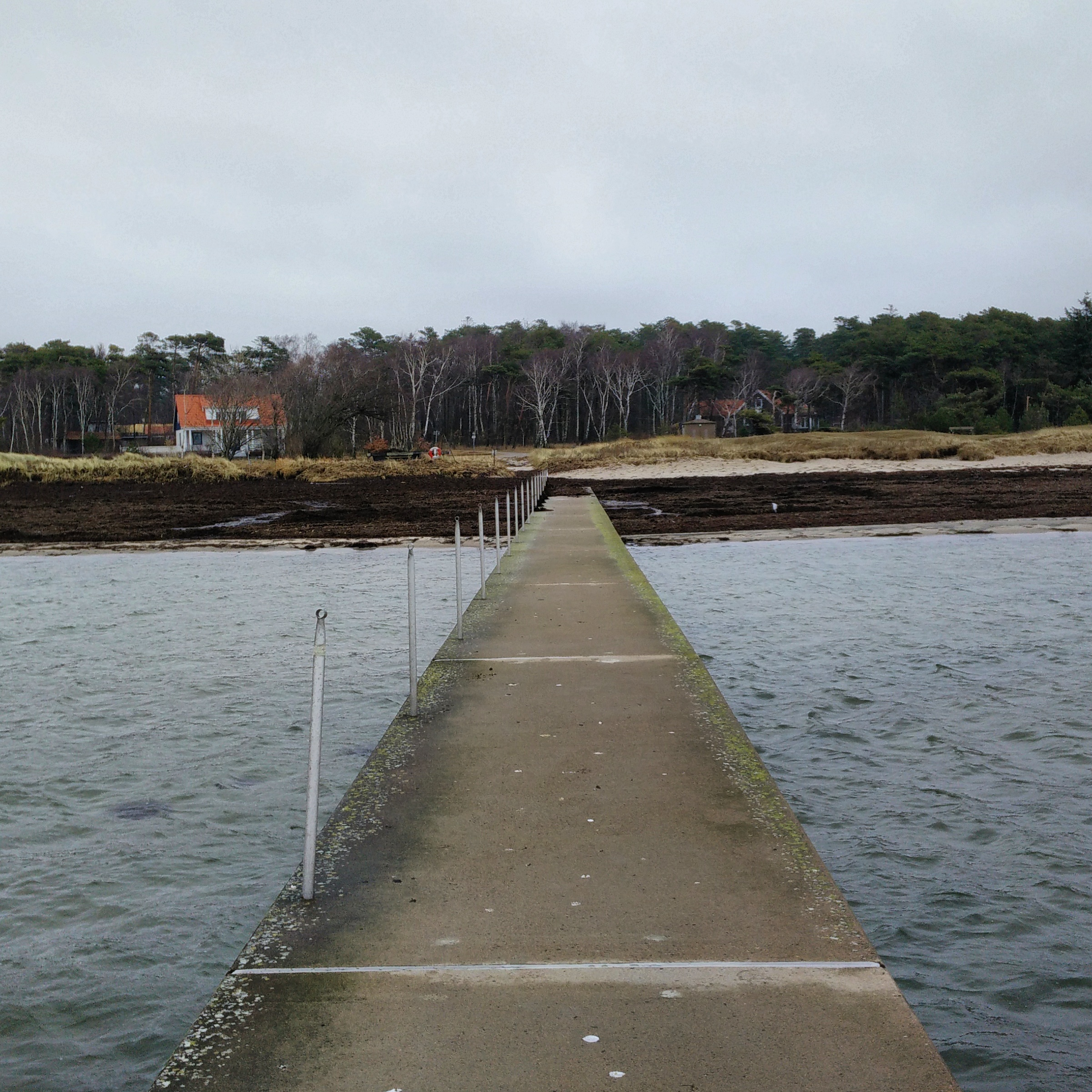
Brygga och vintertångtäckt strand.
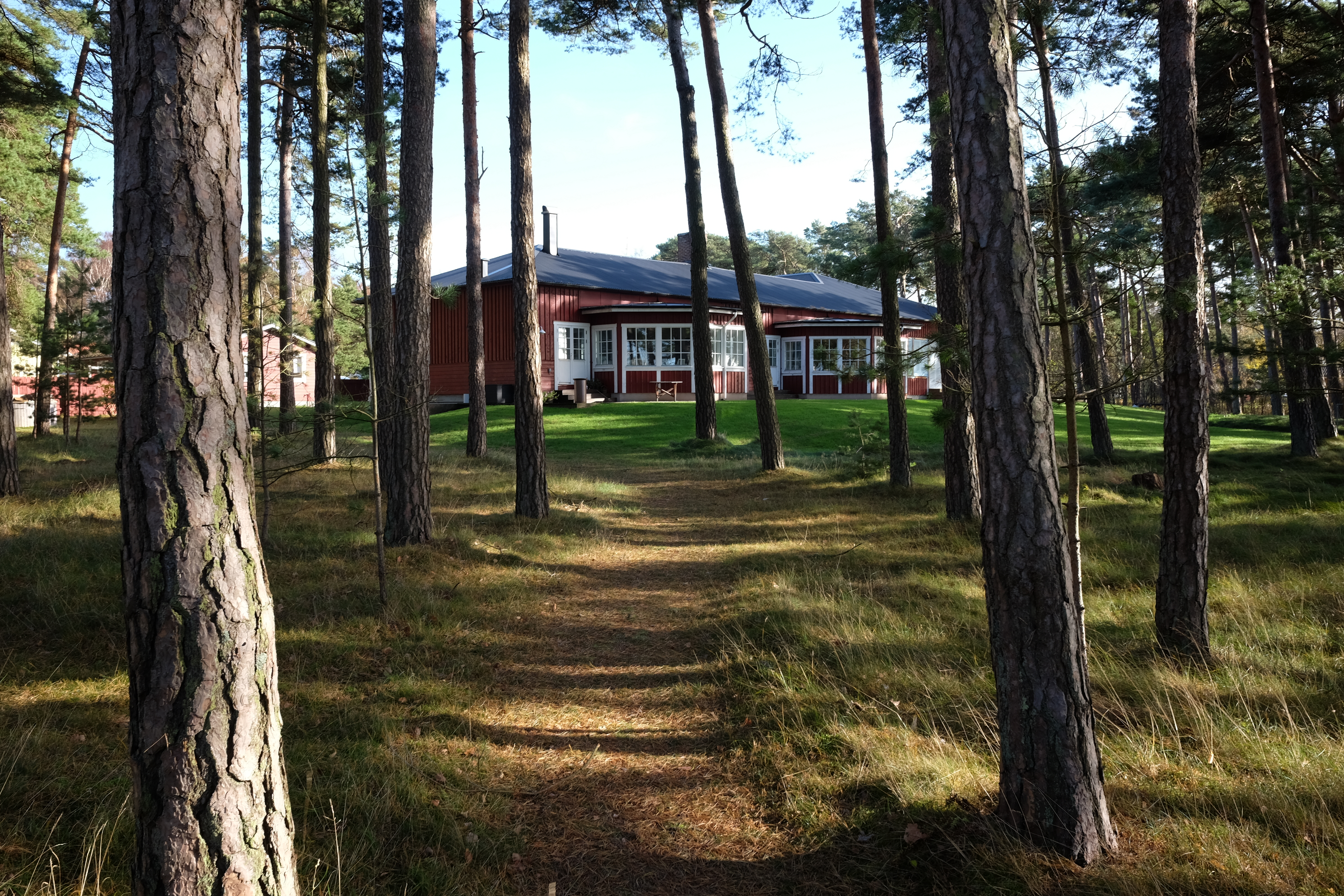
Hus bakom del av den trädplantering som gett orten dess namn.
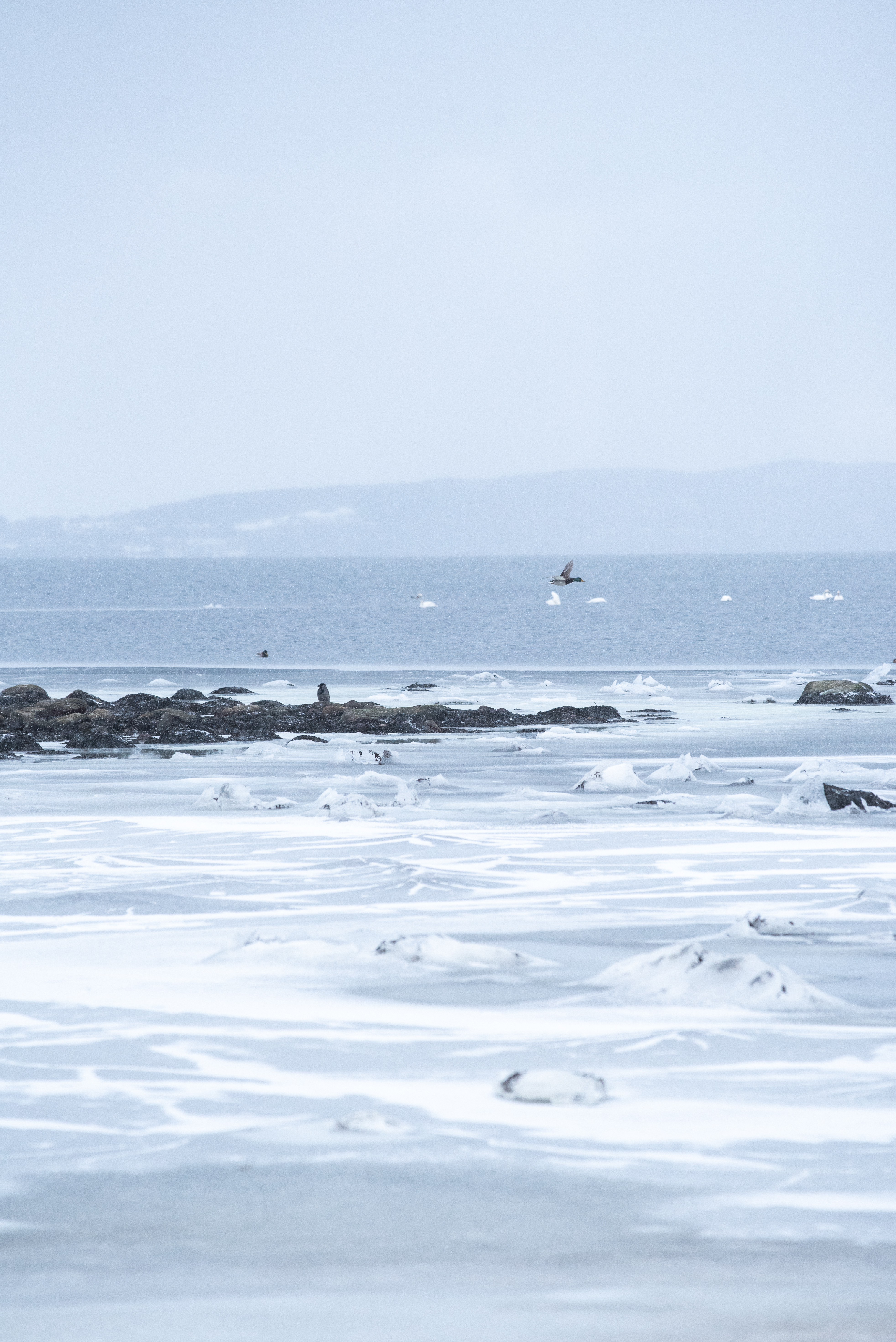
Glimminge plantering i vinterskrud